# Michael Beuther
Michael Beuther connu aussi sous le nom de Michael von Carlstatt, né le 18 octobre 1522 à Karlstadt et mort le 27 octobre 1587 à Strasbourg, est un historien, poète, avocat et fonctionnaire allemand.

## Biographie
En 1536, Michael Beuther s'inscrit à l'Université de Marbourg. Guidé théologiquement par son oncle Johann Draconites il enseigne les langues orientales, en particulier l'hébreu. Influencé par Helius Eobanus Hessus, il se rend à Wittenberg, où il rencontra les chefs du mouvement de la Réforme : Martin Luther, Johannes Bugenhagen, Caspar Cruciger l'Ancien, Justus Jonas l'Ancien, Hieronymus Schurff, Erasmus Reinhold. Il est particulièrement influencé par son maitre Philippe Mélanchthon.
En 1542, il obtient le grade académique de Maître ès Arts (Magister artium) à l'Université de Wittenberg et poursuit ses études en droit et mathématiques.
Il écrit également des épigrammes et des poèmes latins louant les dirigeants de la Réforme et de l'humanisme. Il moque les scolastiques. Sur la recommandation de Melanchthon, il devient professeur titulaire à l'Université de Greifswald en 1544, puis est élu recteur de l'université en 1546.
En 1548, il est appelé à la cour de l'évêque de Wurtzbourg, Melchior Zobel von Giebelstadt.
En 1549, il se rend en France, où il étudia le droit à Orléans, Poitiers et Angers. À Paris, il écrivit un calendrier historique étroitement basé sur le « Calendarium Historicum » de Paul Eber et donna des conférences à la Sorbonne sur « De annorum supputatione » ( Sur le calcul des années ). Lors d'un voyage en Italie, il poursuit ses études, étudie la médecine à Padoue et obtient un doctorat en droit à Ferrare. 
En 1552, il participa aux négociations à Passau pour le compte de l'évêque de Wurtzbourg. Il participe aussi à la Diète impériale d'Augsbourg en 1555.
Il publie des écrits historiques et en 1557 son « Calendarium Historicum », rédigé en allemand. 
En 1558, il ajoute à la traduction allemande du « De statu Religionis & Reipublicæ, Carolo Quinto Cæsare, Commentarii » de son ami Johannes Sleidanus  une biographie de Sleidan dans des éditions ultérieures.
En 1558, Beuther quitte le service de l'évêque défunt de Wurtzbourg et rejoint l'électeur Ottheinrich comme bibliothécaire et conseiller ecclésiastique. Après la mort de l'électeur en 1559, il se retire des affaires politiques. 
On le retrouve plus tard à Heidelberg et en 1560 à Oppenheim, où il se marie en 1562. Il entreprend des voyages de recherche en Saxe, et occupe en 1565 à Strasbourg la chaire d'histoire de Johannes Sturm.
Beuther reste connu par son travail d’historien et biographe de personnalités depuis l'Antiquité jusqu'au XVIe siècle. 
Son Ephemeris Historica publié à Paris en 1551 et utilisé par Montaigne comme livre de raison
Son œuvre principale est la traduction allemande des Commentaires de Sleidan, dont il fait quatre éditions à Francfort et huit éditions à Strasbourg. Il est ainsi considéré comme le créateur d'une orthographe allemande réformée  du début de l'ère moderne.
De son mariage avec Margaretha Reuß en 1562, sont connus leurs fils Michael Philipp Beuther (1564-1616), surintendant général de Zweibrücken, Johann Michael Beuther (1566-1618), professeur de droit à Strasbourg et Jakob Ludwig Beuther (1573-1623), Landschreiber à Bergzabern.

## Œuvres
- Livre d'épigrammes II apud Chr. Egenolphum, Francfort-sur-le-Main 1544
- Reinke de Vos 1544
- Ephemeris Historica, Paris 1551, 1556 également à Bâle avec Oporinus
- Calendarium Historicum, Francfort a. M. 1557 (en allemand)
- Chronica Carionis, Francfort a. M. 1564; éd. d. Mémoires de Philippe de Comines, Strasbourg 1566 ;
- Fasti Hebraeorum, Athensiensium et Romanum, Bâle 1556 et 1563
- Portraits de nombreux… empereurs, rois, princes célèbres, Bâle 1582 et 1587 copie numérique
- Animadversiones sive disceptationses tam Historicarum quam Chronigraphicarum, Strasbourg 1593
- Fasti antiquitatis Romanae, Spire 1600.
- De origine Marchionum Misnensium, 1576 à Leipzig
- Commentaires sur Tacite Germania Strasbourg 1594,
- Praxis rerum criminalium,
- Le globe astronomique et circulaire,
- Chronique générale,
- Argumenta ia singula sacrorum Bibliorum Capita ,
- Descriptio rerum quarundam memorabilium sub imperio Caroli V. gestarum en Europe
- Descripto historica elationis et coranationis Maximiliani II. Lutin.
- (de) Michael Beuther, Chronica, das ist eyn auszerlesen Zeitbüch,... ausz etlichen... durch Conraden von Liechtenaw, Probsten zu Ursperg, Johannsen von Trittenheym, Abbaten zu Spanheym, und Michael Beuthern von Carlstatt... beschribenen... Chronicken zusammen geordnet..., Straßburg, 1566 (lire en ligne)